# Stanisław Krause
Stanisław Krause (ur. 5 maja 1900 w Pawłowicach, zm. 7 czerwca 1971 w Londynie) – polski adwokat, uczestnik Powstania Wielkopolskiego.

## Życiorys
W latach 1911–1918 uczęszczał do gimnazjum im J. A. Komeńskiego w Lesznie, w 1918 przerwał naukę i wziął udział w powstaniu wielkopolskim. W 1924 roku ukończył studia na Wydziale Prawno-Ekonomicznym Uniwersytetu Poznańskiego. W okresie II Rzeczypospolitej sędzia i adwokat, działacz endecki, Członek Sądu Dyscyplinarnego Rady Adwokackiej, po zakończeniu wojny pozostał w Londynie, pracował w Prezydium Rady Ministrów na emigracji. W latach 1950–1954 prezes emigracyjnego polskiego Sądu Obywatelskiego w Londynie. W latach 1952–1969 prezes Związku Polskich Ziem Zachodnich, od 1962 roku członek Tymczasowej Rady Jedności Narodowej.

## Odznaczenia i nagrody
- Order Polonia Restituta